# Америка (футбольный клуб, Манаус)
«Аме́рика» — бразильский футбольный клуб из города Манаус.

## История
На протяжении 53 лет, с 1955 по 2008 год, команду тренировал один специалист — Амадеу Тейшейра (род. 1926).
Клуб основан 2 августа 1939 года, домашние матчи проводит на стадионе «Амазония», вмещающий 42 377 зрителей. Америка — шестикратный чемпион штата Амазонас.
В 2010 году клуб выступал в Серии D Бразилии. Команда дошла до финала, но из-за выявленного использования незаявленного игрока в 1/4 финала против «Жоинвиля» была дисквалифицирована решением КБФ. После этого «Америка» провела ещё один сезон в чемпионате штата и объявила о прекращении деятельности на неопределённый срок.

## Достижения
- Лига Амазоненсе:
  - Чемпион (6): 1951, 1952, 1953, 1954, 1994, 2009